# ロル族

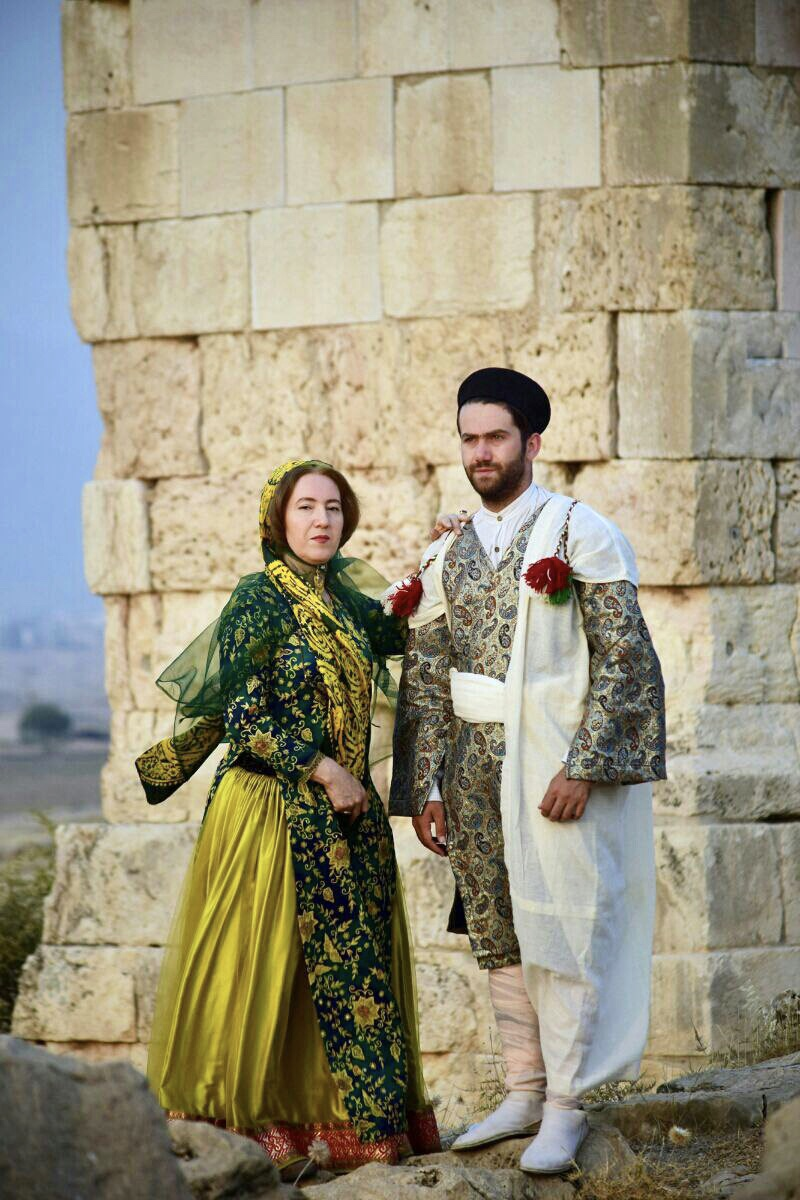
南ロル族の民族服を身に着けた男女。

ロル族（ロルぞく、ペルシア語: لر, ラテン文字転写: Lor）は、イランの主に南西部と南部の山地に暮らす民族:821lあるいは部族連合:822l。人口約200万人（ただしバフティヤーリー族を含まない）で、ロレスターン州、チャハール＝マハール・バフティヤーリー州、コフギールーイェ・ブーイェル＝アフマド州などに住む。イラン諸語のひとつであるロル語を話す。
「ロル」という呼称の由来については、マーンルード川の上流峡谷に「ロル」という場所があり、それが民族的集団の呼称になったという言い伝えがある:821l。そのほかに、イスタフリーやマスウーディー、ヤークートら、アラブ人の地理学者もそれぞれが別の説を伝えている:821r。ミノルスキーによれば、地形的特徴を指す言葉から次第に民族的集団の呼称になっていったことがこれら諸説から推測される:821r。ミノルスキーはさらに、その地形的特徴を指す言葉はアーリヤ人の進出以前の当地に住む人々の言葉であった可能性を示唆する:821r。

## 言語
インド・イラン語群イラン語派に属しクルド語に似たロル語を用いる。

## 歴史
ロル族は1155年にホルシーディー朝をつくり、小ロル（Lur-e-Kuchik）を支配した。その後、デズ川を境にして内部分裂を起こし、川北の小ロル（Lur-e-Kuchik）、川南の大ロル（Lur-e-Bozourg）に分かれた。19世紀後半には小ロルがカビール山脈とキャルハ川を挟んでさらに東西に分裂した。今日、一般にロル族を指す場合、カビール山脈東部のピーシュクーフ地域に居住する遊牧民を指す言葉となっている。

## 文化
クルド人社会同様女系文化を育んでおり、長老制をとっている。

## 宗教
シーア派イスラム教徒が大多数を占めるが、ゾロアスター教やミトラ教などを信仰する集団も存在する。